# Геть (фільм)
«Геть» (англ. Out) — чорно-білий короткометражний документальний фільм 1957 року американського режисера Ліонела Рогозіна.

## Сюжет
Після подій Угорської революції 1956 року, багато угорців покинули країну і як біженці шукають притулку за кордоном в Австрії.

## Зйомки
Рішення про зйомки фільму було прийняте 28 листопада 1956 року. Зйомки почалися 3 грудня 1956 року. Офіційною датою випуску фільму стало 4 січня 1957 року.

## Технічні дані
- Формат зображення: 1,37:1
- Формат плівки: 35 мм
- Тривалість: 12:25:00
- Зображення: чорно-біле
- Мова: англійська